# Sebastjan Cimirotič
Sebastjan Cimirotič (ur. 14 września 1974 w Lublanie) – słoweński piłkarz występujący na pozycji napastnika.

## Kariera klubowa
Sebastjan Cimirotič zawodową karierę rozpoczynał w 1992 roku w zespole ND Slovan, po czym został zawodnikiem Olimpiji Ljubljana. Rozegrał dla niej 54 mecze i strzelił jedenaście bramek, po czym latem 1997 roku trafił do NK Rijeka. W barwach nowej drużyny wystąpił w 10 spotkaniach, a w przerwie sezonu odszedł do izraelskiego Hapoelu Tel Awiw. Tam od razu wywalczył sobie miejsce w podstawowej jedenastce. W 1999 i 2000 roku wraz z zespołem zdobył puchar kraju, a w 2000 roku sięgnął także po mistrzostwo Izraela. Łącznie dla Hapoelu Tel Awiw Cimirotič rozegrał 69 ligowych pojedynków, w których zdobył 19 goli.
Następnie Słoweniec powrócił do kraju i ponownie został zawodnikiem Olimpija Ljubljana. W sezonie 2000/2001 w 30 pojedynkach aż 19 razy wpisał się na listę strzelców i pomógł drużynie w wywalczeniu wicemistrzostwa kraju. W letnim okienku transferowym w 2001 roku Cimirotič podpisał kontrakt z włoskim US Lecce. W debiutanckim sezonie zajął dopiero szesnastą pozycję w Serie B, jednak w kolejnych rozgrywkach wraz z zespołem awansował do włoskiej ekstraklasy. W US Lecce Cimirotič pełnił rolę rezerwowego i łącznie rozegrał 25 spotkań. W 2003 roku Słoweniec po raz trzeci w karierze został zawodnikiem Olimpiji Ljubljana. W połowie sezonu 2004/2005 przeniósł się jednak do klubu NK MIK CM Celje.
W 2005 roku Cimirotič wyjechał do Korei Południowej, gdzie reprezentował barwy Incheon United. Przygoda z tą drużyną trwała jednak bardzo krótko i jeszcze w tym samym roku Sebastjan trafił do Hajduka Split. W rozgrywkach 2006/2007 Cimirotič grał już dla NK Domžale, z którym zdobył mistrzostwo Słowenii. Po zakończeniu sezonu został piłkarzem Bežigradu Lublana, który powstał w miejsce zbankrutowanej Olimpiji.

## Kariera reprezentacyjna
Cimirotič początkowo występował w reprezentacji Słowenii do lat 21, dla której w 12 pojedynkach strzelił 5 bramek. W seniorskiej kadrze zadebiutował 25 marca 1998 roku w przegranym 0:2 meczu z Polską. W 2002 roku Srečko Katanec powołał go do drużyny narodowej na mistrzostwa świata. Na mundialu tym Słoweńcy zajęli ostatnie miejsce w swojej grupie i odpadli z turnieju. Cimirotič wystąpił we wszystkich trzech spotkaniach, a w przegranym 1:3 pojedynku przeciwko Hiszpanii zdobył honorową bramkę dla swojego zespołu. Łącznie dla reprezentacji narodowej rozegrał 33 spotkania i zdobył 6 goli.